# Restes del castell d'Almassora
El castell d'Almassora, es troba al costat de la CN-340, en una petita elevació al marge esquerre del riu Millars, entre els ponts de pedra i de ferro que hi ha en l'actualitat, en la localitat del mateix nom, a la comarca de la Plana Alta. Es tracta d'un monument catalogat com a Bé d'Interès Cultural, segons consta en la Direcció General de Patrimoni Artístic de la Generalitat Valenciana, amb la denominació oficial de Restes del castell d'Almassora. Presenta anotació ministerial número: RI-51-0012120, amb data d'anotació 25 de març de 2008.

## Història
Amb l'ocupació musulmana començada al segle viii, el nucli de població invasora estava ubicat al castell d'Almassora. La seva reconquesta segons l'historiador Diago es va dur a terme l'any 1234. En el Llibre dels Fets de Jaume I, el Conqueridor es relata com a Pere Cornell, conquista el castell d'Almassora, i els seus habitants, segons consta en la seva Carta de Privilegis (1235), queden sota la custòdia de Jaume I, mesura amb la qual es tractava d'atreure repobladors cristians. Més tard, el monarca va cedir el domini al Monestir de Santa Cristina, de Somport (Osca), aconseguint Carta Pobla en 1237, estipulada segons fur de Borriana, i confirmada en 1243, pel mateix rei respectant íntegra la seva redacció. Més tard, en 1245, el rei infeuda la vila al Bisbe de Tortosa, quedant lligada fins a l'abolició dels senyorius. En 1247 el prelat Pons de Torrella, va decidir traslladar la ciutat des del Castell al seu emplaçament actual, aconseguint el nou nucli poblacional, que ja estava emmurallat a finals del segle xiii, nombroses prerrogatives.

## Descripció
Queden actualment molt poques restes del castell, i malgrat que l'emplaçament del castell va tenir ocupació des de l'edat de bronze, part de les esmentades restes poden datar-se com d'origen musulmà, malgrat trobar vestigis Ibers i fins i tot de l'edat de ferro.
El seu estat és de total ruïna (en part a causa d'una avinguda del riu Millars), quedant tan sols algun llenç de les muralles i restes d'algunes torres.
Per a alguns autors, com Forcada Martí, el castell tenia planta rectangular, presentant restes de diverses estructures defensives com ara: torres, algun llenç de muralla (amb restes d'espitlleres), i alguns murs. La fàbrica és de tàpia de morter, en alguns trams combinada amb pedres ordenades, així com pedres de diferents mides travades amb morter.
En l'arxiu de la catedral de Tortosa es pot veure una imatge del castell datada en 1314, així com la Carta de privilegi.